# Švédské hokejové hry 2003
Hokejový turnaj byl odehrán od 4.2.2003 – do 9.2.2003 v Stockholmu. Utkání Finsko – Česko se hrálo v
Helsinkách.

## Výsledky a tabulka
|    |         | RUS    | SWE     | CAN    | FIN    | CZE    | V | VP | PP | P | Skóre | B  |
| 1. | Rusko   | Rusko  | 4:2     | 4:1    | 3:2 PP | 3:2    | 3 | 1  | 0  | 0 | 14:7  | 11 |
| 2. | Švédsko | 2:4    | Švédsko | 4:3 SN | 1:2 SN | 4:1    | 1 | 1  | 1  | 1 | 11:10 | 6  |
| 3. | Kanada  | 1:4    | 3:4 SN  | Kanada | 5:4    | 2:3 SN | 1 | 0  | 2  | 1 | 11:15 | 5  |
| 4. | Finsko  | 2:3 PP | 2:1 SN  | 4:5    | Finsko | 1:0 PP | 0 | 2  | 1  | 1 | 9:9   | 5  |
| 5. | Česko   | 2:3    | 1:4     | 3:2 SN | 0:1 PP | Česko  | 0 | 1  | 1  | 2 | 6:10  | 3  |

 Finsko –  Česko 1:0 PP (0:0, 0:0, 0:0 – 1:0)
4. února 2003 (17:30) – Helsinky

Branka  Finsko : 62. Pihlman

Branka  Česko : nikdo

Rozhodčí: Ryhed (SWE) – Fonselius, Hämäläinen (FIN)

Vyloučení: 4:4 (0:0)

Diváků: 6 326
Finsko: Kapanen – Nummelin, Niemi, Porkka, Kiprusoff, Mäntylä, Luoma, Söderholm, Mikkola – Hentunen, Aalto, Rintanen – Kuhta, Ylönen, Lind – Elomo, Pirnes, Viitakoski – Pihlman, Tähtinen, Torkki.
Česko: Málek – P. Kadlec, Kučera, L. Procházka, M. Sýkora, Židlický, Kolařík, Tesařík, Kántor – Vlasák, Patera, J. Hlinka – Balaštík, Kucharčík, Beránek – Tenkrát, Blažek, Moravec – Michálek, Hudler, Sup.
 Švédsko –  Kanada 4:3  SN  (1:2, 1:0, 1:1 – 0:0, 1:0)
4. února 2003 (19:00) – Stockholm

Branky  Švédsko: 7. Hannula, 23. N. Andersson, 43. Magnus Johansson, rsn. N. Andersson 

Branky  Kanada: 1. Henrich, 8. N. Smith, 56. Nemirovsky

Rozhodčí: Henriksson – Ljungqvist, Smedman (SWE)

Vyloučení: 1:4 (1:0) navíc Heward (Can) na 5 min a do konce utkání.

Diváků: 7 783
Švédsko: Henriksson – Persson, Rhodin, R. Sundin, Magnus Johansson, Nord, Liimatainen, Lindman, N. Kronwall – Wernblom, J. Jönsson, Nordström – Hannula, Davidsson, N. Andersson – Nordgren, Rönnqvist, Anger – Tolsa, J. Lundqvist.
Kanada: Gage – Heward, Shannon, Bouchard, Armstrong, Peacock, Lambert, Fibiger – Nemirovsky, Ferguson, Roy – Henrich, M. Kennedy, Sarault – Craig, N. Smith, Maneluk – Kobasew, Lombardi, Savoia.
 Rusko –  Kanada 4:1 (2:0, 0:1, 2:0)
5. února 2003 (19:00) – Stockholm

Branky  Rusko: 2. Turkovskij, 14. Suglobov, 48. Bernikov, 58. Jerofejev 

Branky  Kanada: 31. DiPietro

Rozhodčí: Ryhed – Ulriksson, Andersson (SWE)

Vyloučení: 5:9 (0:0)

Diváků: 2 072
Rusko: Carev – Skopincev, Vyšedkevič, Jerofejev, Proškin, Gusev, Turkovskij, Maleňkych – Krivokrasov, Čupin, Tkačenko – Antipov, Zinovjev, Grigorenko – Soin, Těreščenko, Suglobov – Bernikov, Trubačev, Pěrežogin.
Kanada: Hodson – Armstrong, Bouchard, Fibiger, Heward, Shannon, Peacock, Lambert – Nemirovsky, Ferguson, Roy – Craig, Smith, Kennedy – Henrich, DiPietro, Sarault – Kobasew, Lombardi, Savoia – Maneluk.
 Finsko –  Rusko 2:3 PP (0:0, 1:1, 1:1 – 0:1)
6. února 2003 (15:30) – Stockholm

Branky  Finsko: 32. Torkki, 49. Kiprusoff 

Branky  Rusko: 28. Krivokrasov, 57. Suglobov, 61. Krivokrasov

Rozhodčí: Andersson – Karlberg, Takula (SWE)

Vyloučení: 5:5 (2:0)

Diváků: 1 156
Finsko: Sulander – Nummelin, Niemi, Porrka, Kiprusoff, Mäntylä, Luoma, Söderhölm, Mikkola – Hentunen, Aalto, Rintanen – Kuhta, Ylönen, Lind – Elomo, Pirnes, Viitakoski – Pihlman, Voutilainen, Torkki.
Rusko: Podomackij – Skopincev, Vyšedkevič, Jerofejev, Proškin, Gusev, Turkovskij, Maleňkych, Grebeškov – Krivokrasov, Čupin, Grigorenko – Antipov, Zinovjev, Suglobov – Soin, Těreščenko, Polušin – Bernikov, Trubačev, Pěrežogin.

 Česko –  Švédsko 1:4 (1:2, 0:1, 0:1)
6. února 2003 (19:00) – Stockholm

Branky  Česko: 20. František Kučera

Branky  Švédsko: 7. N. Andersson, 12. Davidsson, 33. Davidsson, 60. Kahnberg.

Rozhodčí: Henriksson (FIN) – Ljungqvist, Smedman (SWE)

Vyloučení: 7:8 (1:2 ,0:1)

Diváků: 7 529
Česko: Svoboda – Kadlec, Kučera, M. Sýkora, Kolařík, L. Procházka, Hlavačka, Tesařík, Kántor – Vlasák, Patera, Hlinka – Tenkrát, Kucharčík, Beránek – Balaštík, Vorel, Moravec – Michálek, Hudler, Sup.
Švédsko: H. Lundqvist – Persson, Rhodin, M. Johansson, R. Sundin, Liimatainen, Nord, Lindman, Kronwall – Wernblom, Jönsson, Nordström – Davidsson, N. Andersson, Hannula – Tjärnqvist, Anger, Rönnqvist – J. Lundqvist, Kahnberg, Tolsa.
 Česko –  Kanada 3:2  SN  (1:1, 0:1, 1:0 – 0:0, 1:0)
7. února 2003 (19:00) – Stockholm

Branky  Česko: 5. Michal Sýkora, 42. Tomáš Blažek, rsn. Jiří Hudler

Branky  Kanada: 19. Maneluk, 34. Kobasew.

Rozhodčí: Radbjer – Ulriksson, Karlsson (SWE)

Vyloučení: 9:6 (1:1) navíc DiPietro (CAN) na 10 minut.
Česko: Málek – Kadlec, Kučera, Tesařík, Kántor, M. Sýkora, Kolařík, L. Procházka, Hlavačka – Balaštík, Beránek, Sup – Michálek, Hudler, Kucharčík – Tenkrát, T. Blažek, J. Hlinka – Vlasák, Patera, Moravec.
Kanada: Gage – Fibiger, Heward, Bouchard, Ch. Armstrong, Peacock, Shannon, Lambert – Kobasew, Kennedy, Sarault – Maneluk, DiPietro, D. Nemirovsky – Henrich, Smith, Savoia – Craig, Lombardi, Ferguson.
 Kanada –  Finsko 5:4 (3:2, 2:1, 0:1)
8. února 2003 (12:00) – Stockholm

Branky  Kanada: 11. Peacock, 12. Ferguson, 16. Heward, 28. Nemirovsky, 31. Peacock 

Branky  Finsko: 4. Pirnes, 17. Lind, 34. Niemi, 56. Kiprusoff.

Rozhodčí: Bulanov (RUS) – Ulriksson, Ljungqvist (SWE)

Vyloučení: 9:5 (1:3)

Diváků: 9 673
Kanada: Hodson – Heward, Fibiger, Bouchard, Armstrong, Peacock, Shannon, Lambert – Kobasew, Kennedy, Maneluk – Craig, Smith, Savoia – Nemirovsky, Ferguson, Sarault – Henrich, Lombardi, Roy.
Finsko: Bäckström – Kukkonen, Niemi, Söderholm, Kiprusoff, Mäntylä, Luoma, Mikkola – Hentunen, Voutilainen, Rintanen – Kuhta, Ylönen, Lind – Elomo, Pirnes, Viitakoski – Pihlman, Tähtinen, Torkki.
 Rusko –  Švédsko 4:2 (1:1, 2:0, 1:1)
8. února 2003 (15:30) – Stockholm

Branky  Rusko: 19. Krivokrasov, 26. Grigorenko, 40. Grigorenko, 60. Grigorenko 

Branky  Švédsko: 7. Andersson, 42. Nordgren.

Rozhodčí: Rejthar (CZE) – Karlberg, Takula (SWE)

Vyloučení: 1:3 (0:0)

Diváků: 13 850
Rusko: Carev – Skopincev, Vyšedkevič, Jerofejev, Proškin, Gusev, Turkovskij, Maleňkych, Grebeškov – Krivokrasov, Čupin, Grigorenko – Antipov, Zinovjev, Suglobov – Soin, Těreščenko, Polušin – Pěrežogin, Trubačev, Bernikov.
Švédsko: Henriksson – Persson, Rhodin, Johansson, Sundin, Nord, Liimatainen, Lindman, Kronwall – Wernblom, Jönsson, Nordström – Davidsson, Andersson, Hannula – Nordgren, Rönnqvist, Tjärnqvist – Tolsa, Lundqvist, Kahnberg.
 Česko –  Rusko 2:3 (0:0, 1:2, 1:1)
9. února 2003 (13:00) – Stockholm

Branky  Česko: 34. Tomáš Kucharčík, 46. Petr Kadlec

Branky  Rusko: 31. Zinovjev, 35. Zinovjev, 44. Antipov

Rozhodčí: Lärking – Karlberg, Smedman (SWE)

Vyloučení: 5:3 (0:1)

Diváků: 2 671
Česko: A. Svoboda – P. Kadlec, Kučera, Tesařík, Kántor, M. Sýkora, Kolařík, L. Procházka, Hlavačka – Balaštík, Patera, Beránek – Michálek, Hudler, Sup – Tenkrát, Vorel, J. Hlinka – Vlasák, Kucharčík, Moravec.
Rusko: Podomackij – Skopincev, Vyšedkevič, Jerofejev, Proškin, Gusev, Turkovskij, Malenkych, Grebeškov – Krivokrasov, Čupin, Grigorenko – Antipov, Zinovjev, Suglobov – Soin, Těreščenko, Polušin – Bernikov, Trubačev, Tkačenko – Pěrežogin.
 Švédsko –  Finsko 1:2  SN  (1:0, 0:1, 0:0 – 0:0, 0:1)
9. února 2003 (17:00) – Stockholm

Branky  Švédsko: 5. Rönnqvist 

Branky  Finsko: 24. Ylönen, rsn. Nummelin

Rozhodčí: Bulanov (RUS) – Ljungqvist, Takula (SWE)

Vyloučení: 7:6 (0:1)

Diváků: 13 858
Švédsko: H. Lundqvist – Liimatainen, Rhodin, Sundin, Johansson, Kronwall, Nord, Lindman – Wernblom, Jönsson, Nordström – Hannula, Davidsson, Andersson – Anger, Rönnqvist, Nordgren – Kahnberg, J. Lundqvist, Tolsa – Tjärnqvist.
Finsko: Sulander – Nummelin, Niemi, Kukkonen, Kiprusoff, Mäntylä, Luoma, Söderholm, Mikkola – Hentunen, Aalto, Rintanen – Ylönen, Tähtinen, Lind – Elomo, Pirnes, Viitakoski – Pihlman, Voutilainen, Torkki.